# 和田篤也
和田 篤也（わだ とくや、1963年 - ）は、日本の環境官僚。環境省大臣官房政策立案総括審議官、環境省総合環境政策統括官等を経て、2022年7月より二年間、環境事務次官を務めた

## 人物・経歴
北海道室蘭市出身。帯広市立南町中学校、北海道帯広柏葉高等学校を経て、1988年北海道大学大学院工学研究科情報工学専攻修了、環境庁入庁。大阪府出向、通商産業省出向、国際協力銀行出向などを経て、2006年環境省地球環境局地球温暖化対策課国際対策室長。2008年環境省水・大気環境局土壌環境課地下水・地盤環境室長。
2009年環境省大臣官房環境保健部環境保健企画管理化学物質審査室長。2011年環境省地球環境局地球温暖化対策課調整官。2012年環境省地球環境局地球温暖化対策課長。2014年環境省大臣官房廃棄物・リサイクル対策部廃棄物対策課長。2016年環境省大臣官房参事官（指定廃棄物対策担当）。
2017年環境省環境再生・資源循環局総務課長。2018年環境省大臣官房審議官。同年から環境省大臣官房政策立案総括審議官（総括、大臣官房担当）を務め、分散型電源システム推進などにあたった。2020年7月21日環境省総合環境政策統括官。2022年7月1日、環境事務次官。2024年7月1日、退任、環境省顧問。同年12月北海道顧問。2025年6月月島ホールディングス取締役。

## 著書
- 『環境圏の新しい海岸工学』（共著）フジ・テクノシステム 1999年